# 파울 라이네케
파울 하인리히 아달베르트 라이네케(Paul Heinrich Adalbert Reinecke, 1872년 9월 25일 베를린 -샤를로텐부르크 출생, 1958년 5월 12일 헤르싱 암 암머제에서 사망)는 바이에른의 독일 선사시대 역사학이자, 국가 고고학자이다.

## 생애
파울 라이네케는 루돌프 피르호와 함께 의학 및 일반 자연 과학을 공부했다. 그는 또한 선사 시대에 관심이 있었고 인류학자 요하네스 란케(1836-1916)와 고고학자 아돌프 푸르트벵글러(1853-1907)와 함께 강의를 수강했다. 공부하는 동안 라이네케는 1893년 오스트리아와 헝가리를 통해 광범위한 연구 여행을 이끌었다.
1897년에 박사 학위를 받은 후, 그는 1908년까지 마인츠에 있는 로마-게르만 중앙 박물관 (RGZM)에서 조수로 일했다. 이전에 원본 박물관에 따라 정렬된 소장품(주물)의 연대순 재배열에서 파울 라이네케는 중부 유럽 선사 시대의 연대기에 대한 수많은 에세이를 작성했다. 특히 중요한 것은 그가 오늘날까지 그 핵심을 유지하고 있는 남부 독일 연대기 체계를 발전시킨 우리 이교 선사 시대의 고대 유물 5권에 대한 공헌이다. 예를 들어, 1902년 알프스 북쪽 지역의 라텐 기념물에 대한 지식에 관한 기사에서 그는 다음과 같이 분류했다. 라텐 시대 4단계(Lt A – Lt D). 그는 문체 특징과 유형 학적 특징에 대한 예술-역사적 분석인 폐쇄적 찾기 콤플렉스를 기반으로 했다.
1903년에 이미 "바이에른 왕국의 선사 시대 기념물 목록"에 관한 작업을 마친 후, 그는 1908년부터 1937년까지 바이에른에 있는 예술기념물 및 골동품 종합보존소의 수석보존관으로, 나중에는 바이에른주 보존사무소에서 수석보존관으로 일했다. 1925년 그는 로마-게르만 박물관의 이름을 지었다. 1917년 그는 왕실 교수로 임명되었다.
1958년 사망할 때까지 그는 유럽 선사 시대와 초기 역사의 거의 모든 시기에 걸쳐 작업했다. 미켈스베르크 문화 (1908) 및 알트하임 그룹 (1915) 이름 및 (초기 및 중기) 중부 유럽 청동기 시대 (Bz A - Bz D) 및 다음 언필드 문화 및 할슈타트 시기(Ha A - Ha D) 그가 지은 이름들이다.

## 상훈
- 1942: 예술과 과학에 대한 괴테 메달
- 1953: 독일연방공화국 공로장

## 저서
- 할슈타트 시대 초기부터 동부 알프스에서 발굴된 화장 묘지와 할슈타트 묘지의 연대기 . In: Announcements of the Anthropological Society in Vienna 30, 1900, p. 44 ff.
- 중부 유럽의 초기 청동기 시대 지식에 대한 공헌. In: Announcements of the Anthropological Society Vienna 32, 1902, p. 104 ff.
- 알프스 북쪽 지역의 라텐 기념물에 대한 지식. In: Festschrift RGZM(1902) 53-109페이지.
- 역사적 의미에 따른 메로빙거 시대의 연속 무덤. Bavarian Prehistory Sheets 5, 1925, pp. 54-64.
- "교회의 연속 무덤과 묘지"라는 질문에. 게르마니아 14, 1930, 175-177.
- 라인강 오른쪽 제방 바이에른의 후기 켈트 오피다. 바이에른 선사 시대 친구 9, 1930, pp. 29-52.
- Altmühl 하류에 있는 후기 켈트족 철광석의 고고학적 기념물 (Munich, 1934/35년경).
- 마인츠는 청동기 및 철기 시대의 연대기에 대한 에세이 (Bonn 1965). ('Antiquities of our Pagan prehistory V'의 에세이의 재인쇄물)